# Sicista caudata
Sicista caudata är en däggdjursart som beskrevs av Thomas 1907. Sicista caudata ingår i släktet buskmöss, och familjen hoppmöss. IUCN kategoriserar arten globalt som otillräckligt studerad. Inga underarter finns listade i Catalogue of Life.
Denna gnagare blir 59 till 67 mm lång (huvud och bål), har en 96 till 115 mm lång svans och väger cirka 8 g. Bakfötterna är 16 till 18 mm långa och öronen är ungefär 13 mm stora. Ovansidan är täckt av ljus gråbrun päls som har en gul skugga. Liksom den egentliga buskmusen har arten en mörk längsgående strimma på ryggens mitt på grund av svartbruna hårspetsar. På undersidan finns vit päls med gulgrå skugga. Även den långa svansen har en gulgrå färg.
Arten förekommer i östra Ryssland vid Japanska havet, i angränsande områden av Kina och på ön Sachalin. Habitatet utgörs av den öppna taigan i bergstrakter, av öppna blandskogar och av stäpper. Individerna är aktiva på natten och vilar på dagen i underjordiska bon. De håller minst 6 månader vinterdvala och äter främst frön. Honor föder 4 till 6 ungar per kull.